# Clerve
El Clerve (en luxemburguès: Klierf) és un riu de Luxemburg, que s'uneix amb el riu Wiltz a Kautenbach. La seva longitud total és de 48 km. Passa per les ciutats de Clervaux, Meccher, Drauffelt, Enscherange, Lellingen i de Troisvierges. És conegut també aigües amunt de Clervaux com el riu «Woltz».